# Hysteria (Human-League-Album)
Hysteria ist das vierte Studioalbum der britischen Synthiepop-Band The Human League.

## Entstehung
Nach dem weltweiten kommerziellen Erfolg von Dare! ging die Band zunächst wieder mit Martin Rushent ins Studio. Bei den Aufnahmen der Rhythmusspuren zu den Titeln So Hurt, Love you too Much und Don’t you Know kam es zwischen dem Produzenten und der Band zum Streit. Rushent verließ die Produktion und Chris Thomas wurde engagiert, um das Album fertigzustellen. Mit The Sign wurde ein weiterer Rhythmus von Jim Russell programmiert, der an den Kompositionen auf dem Folgealbum Crash stärker eingebunden wurde. Russell war zuvor Schlagzeuger der britischen Pub-Rock-Band The Inmates. Er hatte bereits mit Rushent während der Aufnahmen zu Pete Shelleys Soloalbum XL-1 als Schlagzeuger gearbeitet. Doch auch Thomas ließ das Projekt unvollendet, so dass das Album letztendlich mit Hugh Padgham als Produzent fertiggestellt wurde. Insgesamt zog sich die Produktion über zweieinhalb Jahre hin. Die lange Wartezeit überbrückte das Label Virgin Records mit der EP Fascination!

## Veröffentlichung
Die Erstveröffentlichung von Hysteria erfolgte am 7. Mai 1984 bei Virgin Records. Das Album erschien in seiner Originalausführung als CD (Katalognummer: ) und LP (Katalognummer: ) mit zehn Titeln.

## Titelliste
| #   | Titel                                                                       | Autor(en)              | Länge |
| --- | --------------------------------------------------------------------------- | ---------------------- | ----- |
| 1.  | I'm Coming Back                                                             | Oakey, Wright          | 4:08  |
| 2.  | I Love You Too Much                                                         | Burden, Callis, Wright | 3:22  |
| 3.  | Rock Me Again and Again and Again and Again and Again and Again (Six Times) | Austin, Brown          | 3:25  |
| 4.  | Louise                                                                      | Callis, Oakey, Wright  | 4:54  |
| 5.  | The Lebanon                                                                 | Callis, Oakey          | 5:01  |
| 6.  | Betrayed                                                                    | Oakey, Wright          | 4:01  |
| 7.  | The Sign                                                                    | Burden, Callis, Oakey  | 3:45  |
| 8.  | So Hurt                                                                     | Burden, Callis         | 3:47  |
| 9.  | Life on Your Own                                                            | Callis, Oakey, Wright  | 4:04  |
| 10. | Don't You Know I Want You                                                   | Burden, Callis, Oakey  | 3:06  |

## Rezeption
Andy Kellmann spielt in seiner Rezension für die Musikdatenbank Allmusic auf die lange Entstehungszeit des Albums an und meint, es klinge genauso, wie man das unter dem Druck des mit einer Platinschallplatte zertifizierten Vorgängers erwarten könne: Die Melodien seien gelegentlich flau und die Arrangements häufig blutleer.

## Kommerzieller Erfolg

### Chartplatzierungen
Das Album stieg am 19. Mai 1984 auf Platz drei der britischen Albumcharts ein, was zugleich die beste Platzierung darstellte und hielt sich insgesamt 18 Wochen in den Charts. Die drei ausgekoppelten Singles konnten sich ebenfalls in den britischen Singlecharts platzieren. In Deutschland erreichte das Album Platz 44 und hielt sich acht Wochen in den Charts. In den US-amerikanischen Billboard 200 erreichte das Album Platz 62.
| ChartsChartplatzierungen       | Höchstplatzierung | Wochen |
| ------------------------------ | ----------------- | ------ |
| Deutschland (GfK)              | 44 (8 Wo.)        | 8      |
| Vereinigte Staaten (Billboard) | 62 (13 Wo.)       | 13     |
| Vereinigtes Königreich (OCC)   | 3 (18 Wo.)        | 18     |

### Auszeichnungen für Musikverkäufe
Der britische Schallplattenverband BPI zertifizierte im Mai 1984 eine Goldene Schallplatte.
| Land/Region                  | Auszeichnungen für Musikverkäufe (Land/Region, Auszeichnung, Verkäufe) | Verkäufe |
| ---------------------------- | ---------------------------------------------------------------------- | -------- |
| Vereinigtes Königreich (BPI) | Gold                                                                   | 100.000  |
| Insgesamt                    | 1× Gold ·                                                              | 100.000  |